# Râul Bărbat
Râul Bărbat este un curs de apă, afluent de stânga al râului Strei. 

## Generalități
Pârâul Aspru are mai mulți afluenți semnificativi, opt de stânga și 14 de dreapta.

## Hărți
- Harta județului Hunedoara
- Harta Munții Șureanu  Arhivat în 11 mai 2012, la Wayback Machine.
- Harta Munților Retezat  Arhivat în 10 iulie 2012, la Wayback Machine.